# Acanthoderes laevicollis
Acanthoderes laevicollis là một loài bọ cánh cứng trong họ Cerambycidae.